# Marieke van Doorn
Marieke Birgitta van Doorn (Rotterdam, 15 juni 1960) is een Nederlands voormalig hockeyster en hockeycoach.
Van Doorn speelde tussen 1980 en 1988 honderd wedstrijden voor de Nederlandse hockeyploeg en won goud op de Olympische Spelen in 1984 en brons in 1988. Ook won ze goud tijdens de europese kampioenschappen in 1984, de wereldkampioenschappen van 1983 en 1986 en bij de Champions Trophy in 1987. Na haar spelersloopbaan was ze in de jaren 90 als coach landskampioen met HGC waarvoor ze ook als speelster succesvol was (4x landskampioen en 5x winnaar Europa cup 1). Van Doorn is anno 2011 werkzaam als sportarts en huisarts. Van 2007 tot 2011 stond zij aan het roer bij de dames van HV Victoria.
In 1992 was Van Doorn expeditiearts tijdens de eerste geslaagde Nederlandse Mount Everest-expeditie onder leiding van Ronald Naar waarbij Naar zelf en cameraman Edmond Ofner samen met twee Sherpa's de top van de hoogste bergtop op aarde bereikten.
Carina Benninga · 
Det de Beus · 
Fieke Boekhorst · 
Marjolein Bolhuis-Eijsvogel · 
Marieke van Doorn · 
Irene Hendriks · 
Elsemiek Hillen · 
Aletta van Manen · 
Anneloes Nieuwenhuizen · 
Martine Ohr · 
Sandra Le Poole · 
Alette Pos · 
Lisette Sevens · 
Sophie von Weiler · 
Laurien Willemse · 
Margriet Zegers · 
Coach: Gijs van Heumen
Willemien Aardenburg · 
Carina Benninga · 
Det de Beus · 
Marjolein Bolhuis-Eijsvogel · 
Yvonne Buter · 
Marieke van Doorn · 
Annemieke Fokke · 
Noor Holsboer · 
Lisanne Lejeune · 
Helen Lejeune-van der Ben · 
Aletta van Manen · 
Anneloes Nieuwenhuizen · 
Martine Ohr · 
Sophie von Weiler · 
Laurien Willemse · 
Ingrid Wolff ·
Coach: Gijs van Heumen